# Habakuk und der Engel (Bernini)

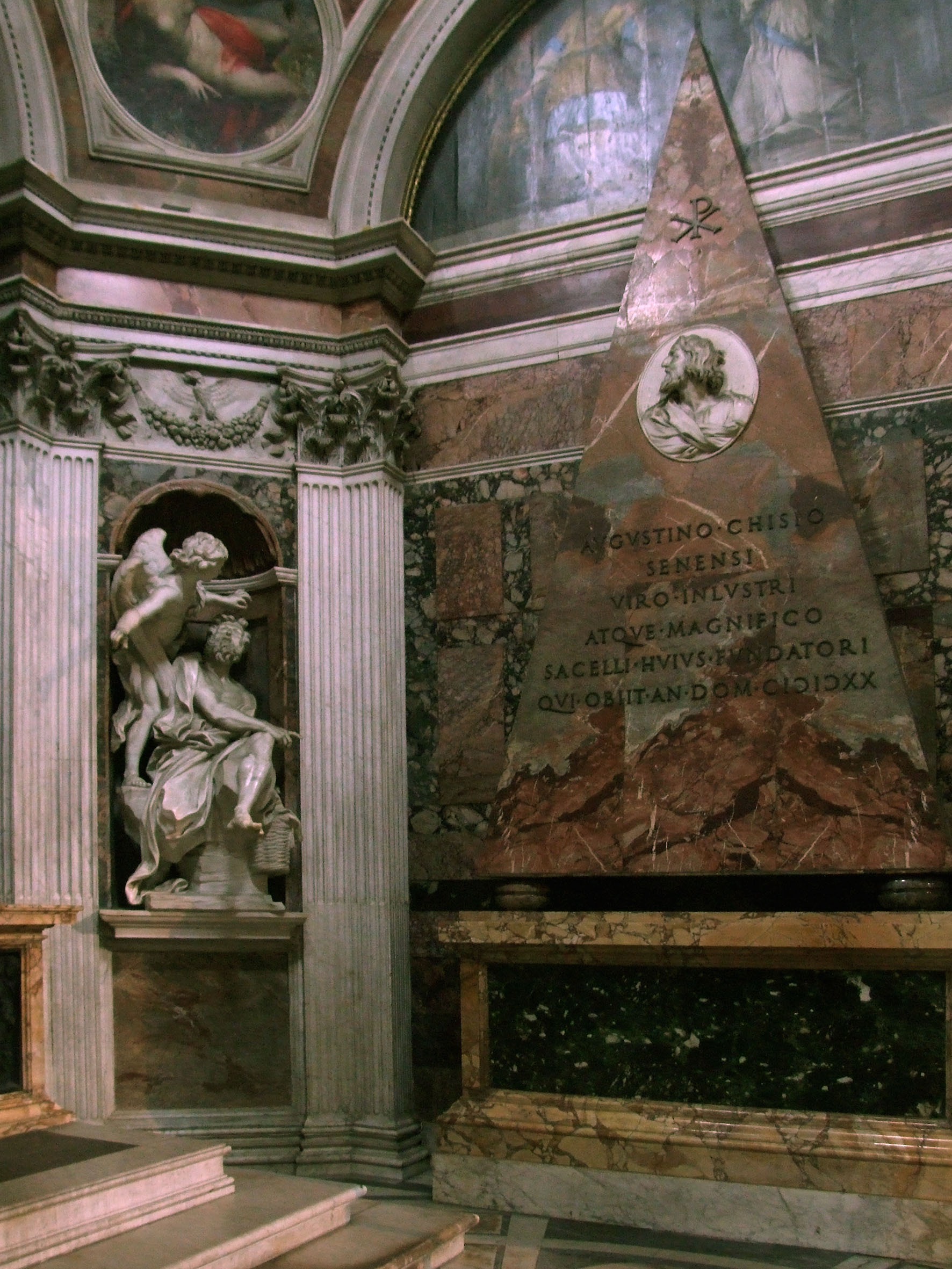
Habakuk neben dem Grabmal von Agostino Chigi

Habakuk und der Engel ist eine Skulptur aus Marmor im Stil des Hochbarock in Rom. Sie wurde in den Jahren 1655–1661 von dem Bildhauer und Architekten Gian Lorenzo Bernini (1598–1680) gefertigt. Eine Vorstudie in Form einer 52 cm hohen Terrakottaskulptur steht im Museo Sacro im Vatikan.
Die Plastik war eine Auftragsarbeit von Papst Alexander VII. für das Familiengrab der Familie Chigi-Albani. Sie befindet sich seitdem neben drei anderen Statuen in der Chigi-Kapelle (Cappella Chigi) des Kirchengebäudes Santa Maria del Popolo in Rom. Alle vier Statuen stellen Propheten dar, Habakuk und Daniel von Bernini sowie Jona und Elija von Lorenzetto.
Sie bildet die biblische Geschichte Bel und der Drache ab: Habakuk in Judäa hat einen Brei gekocht und geht auf das Feld, um ihn an die Schnitter zu verteilen. Da erscheint ein Engel, zieht ihn an den Haaren in die Lüfte und trägt ihn nach Babylon, um dem dort in der Löwengrube gefangenen Daniel Essen zu bringen und diesen somit vor dem Tod zu bewahren (Dan 14,33-39 ). Bei dem Bildnis sitzt Habakuk auf einem Stein und sieht zu dem Engel hinauf, in der linken Hand hält er eine Tasche mit Nahrungsmitteln.

## Sonstiges
Die Statue spielt eine Rolle in Dan Browns Roman Illuminati.